# Roarie Deacon
Roarie Milton Ryan Deacon (Londra, 12 ottobre 1991) è un calciatore inglese, di origini giamaicane, centrocampista del Ramsgate.

## Carriera

### Club
Ha giocato nella prima divisione scozzese con il Dundee, trascorrendo poi tutto il resto della carriera nelle serie minori inglesi.

### Nazionale
Tra il 2009 ed il 2010 ha segnato una rete in 3 presenze nella nazionale inglese Under-19.

## Palmarès
- Isthmian League South East Division: 1

Ramsgate: 2024-2025